# Discovery (Shanice)
Discovery è il primo album in studio della cantante statunitense Shanice, pubblicato il 21 ottobre 1987.

## Tracce
1. I Think I Love You – 3:39
2. No 1/2 Steppin' – 4:56
3. (Baby Tell Me) Can You Dance – 4:49
4. Spend Some Time with Me – 4:01
5. He's So Cute – 3:40
6. I'll Bet She's Got a Boyfriend – 4:36
7. Do I Know You – 5:41
8. Just a Game – 4:32
9. The Way You Love Me – 4:12